# Боксёрская груша

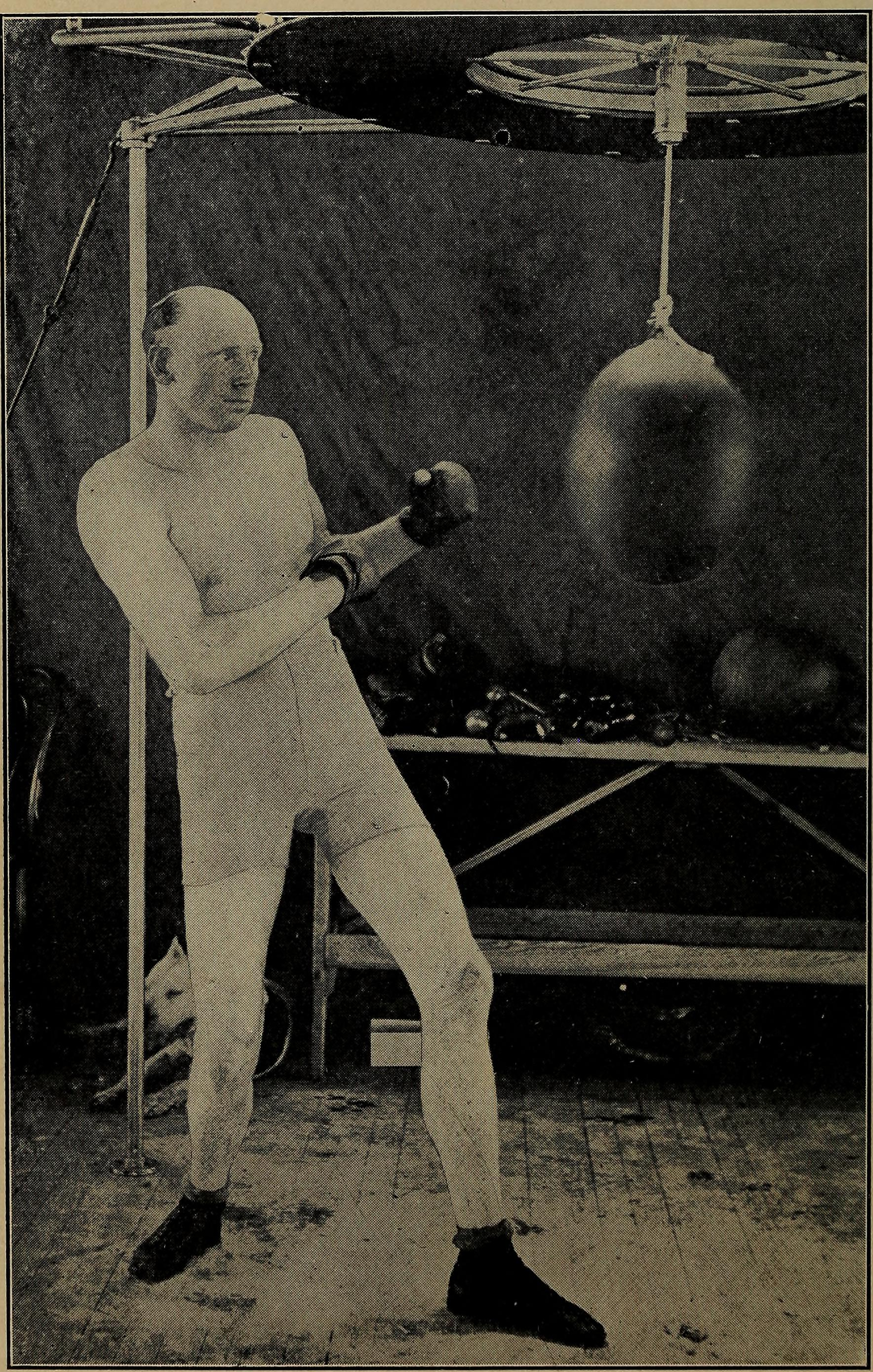
Боб Фицсиммонс у снаряда (ок. 1900)

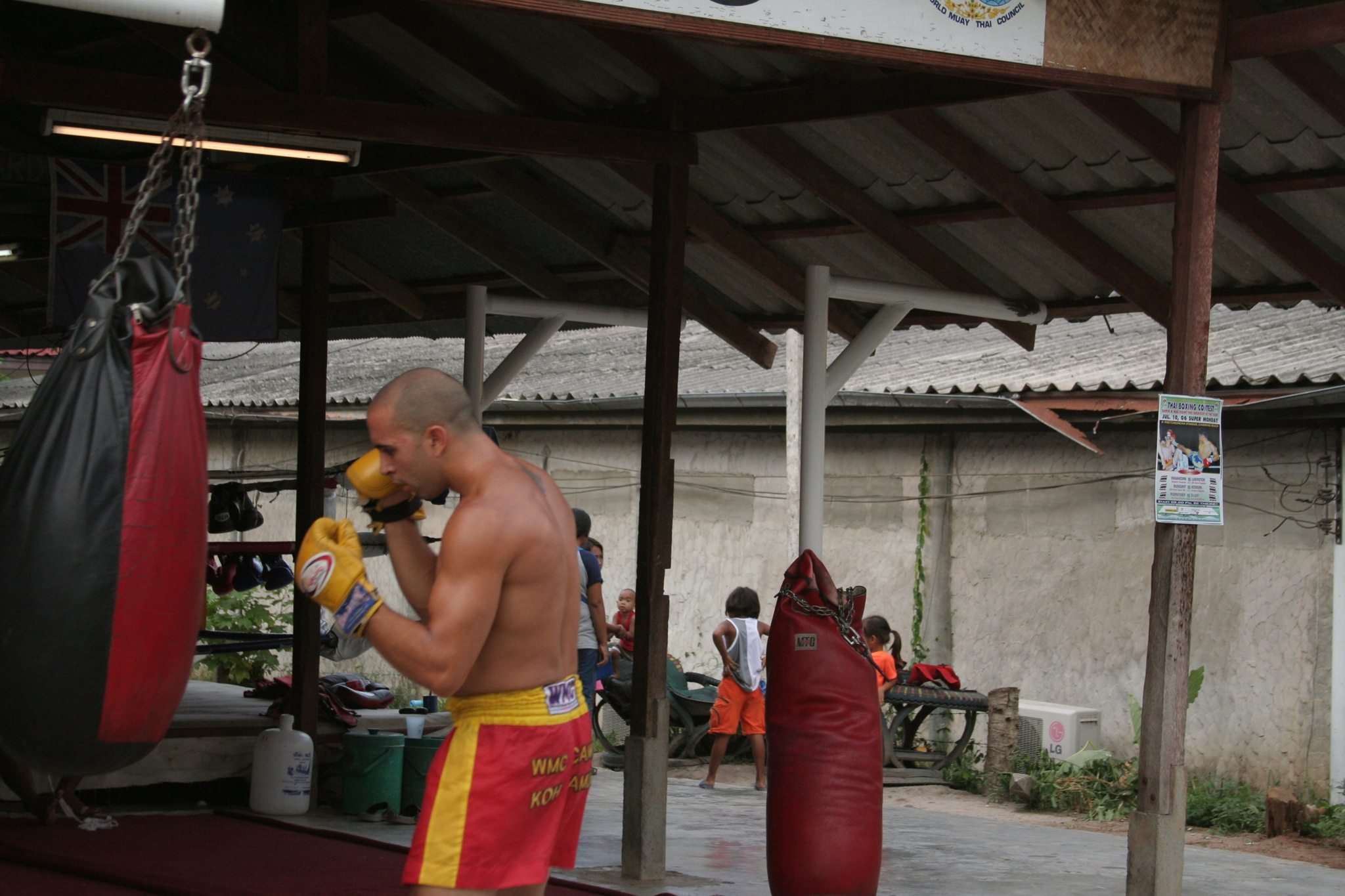
Тренировка с боксёрской грушей

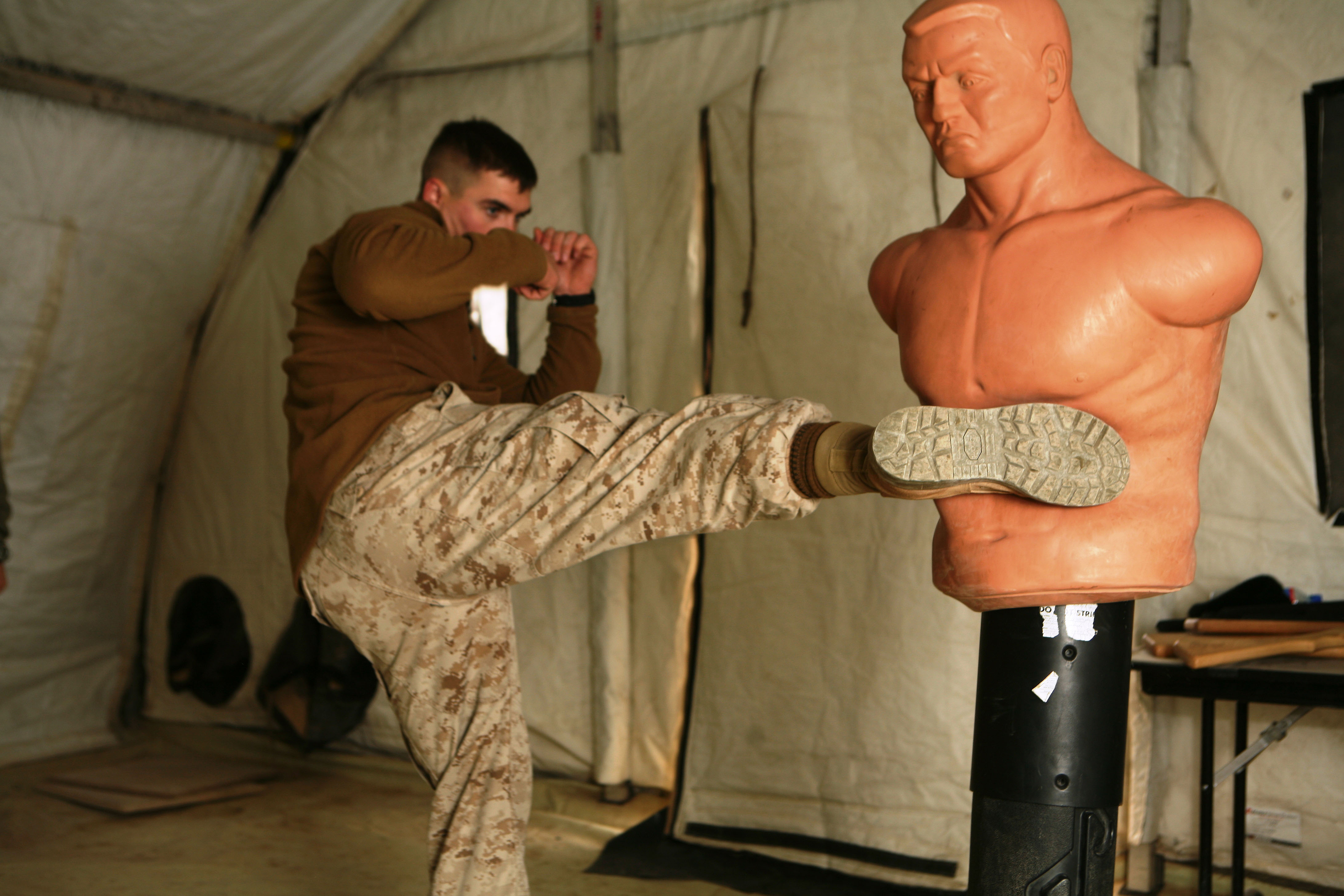
груша в виде манекена

Боксёрская груша — кожаный снаряд для совершенствования ударов бокса (прямые и боковые удары). Предназначен для развития точности и быстроты ударов. Подвешивается на уровне груди боксёра. Наряду с боксерской грушей для тренировки ударов используются другие похожие снаряды: боксерский мешок, напольный мешок, «груша на растяжках».
Существуют разные упражнения с боксёрской грушей. Можно наносить удары на скорость, стараясь бить как можно чаще и сильнее. Можно также наносить удары в движении, максимально приспосабливаясь к условиям боксёрского ринга. Лёгкие груши (5-30 кг) лучше всего подходят для отработки техники удара в голову но можно отрабатывать и удары ногами.

## Пневматическая груша

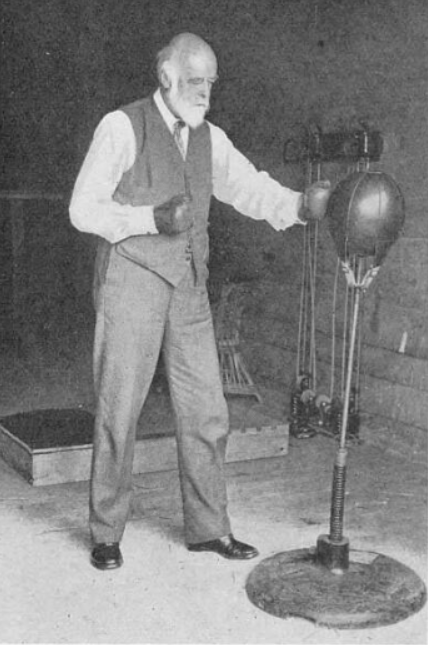
напольная груша 1930

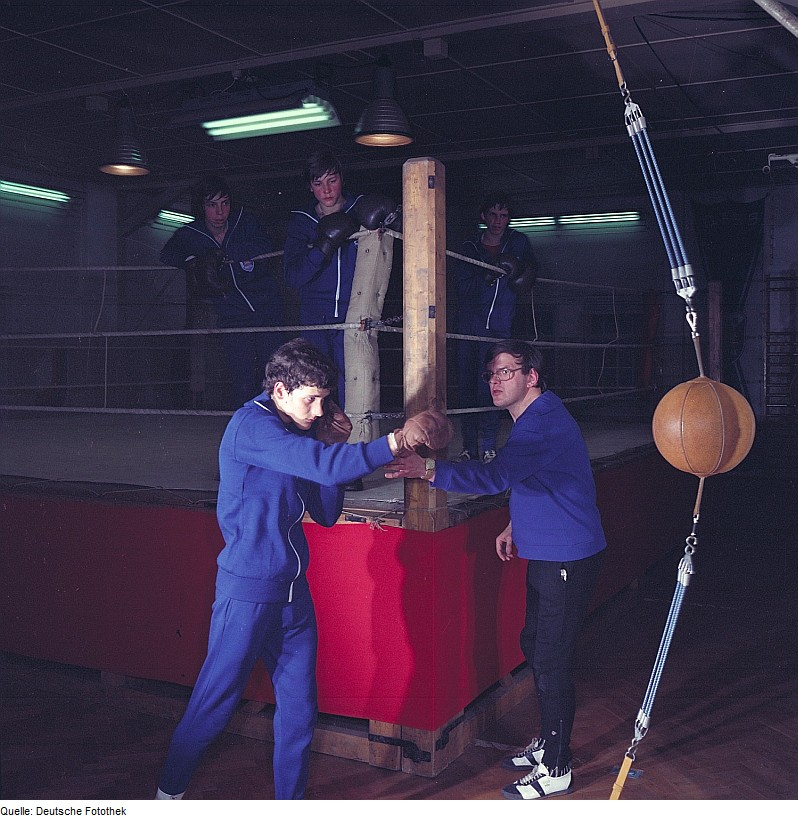
груша на растяжках 1976 год

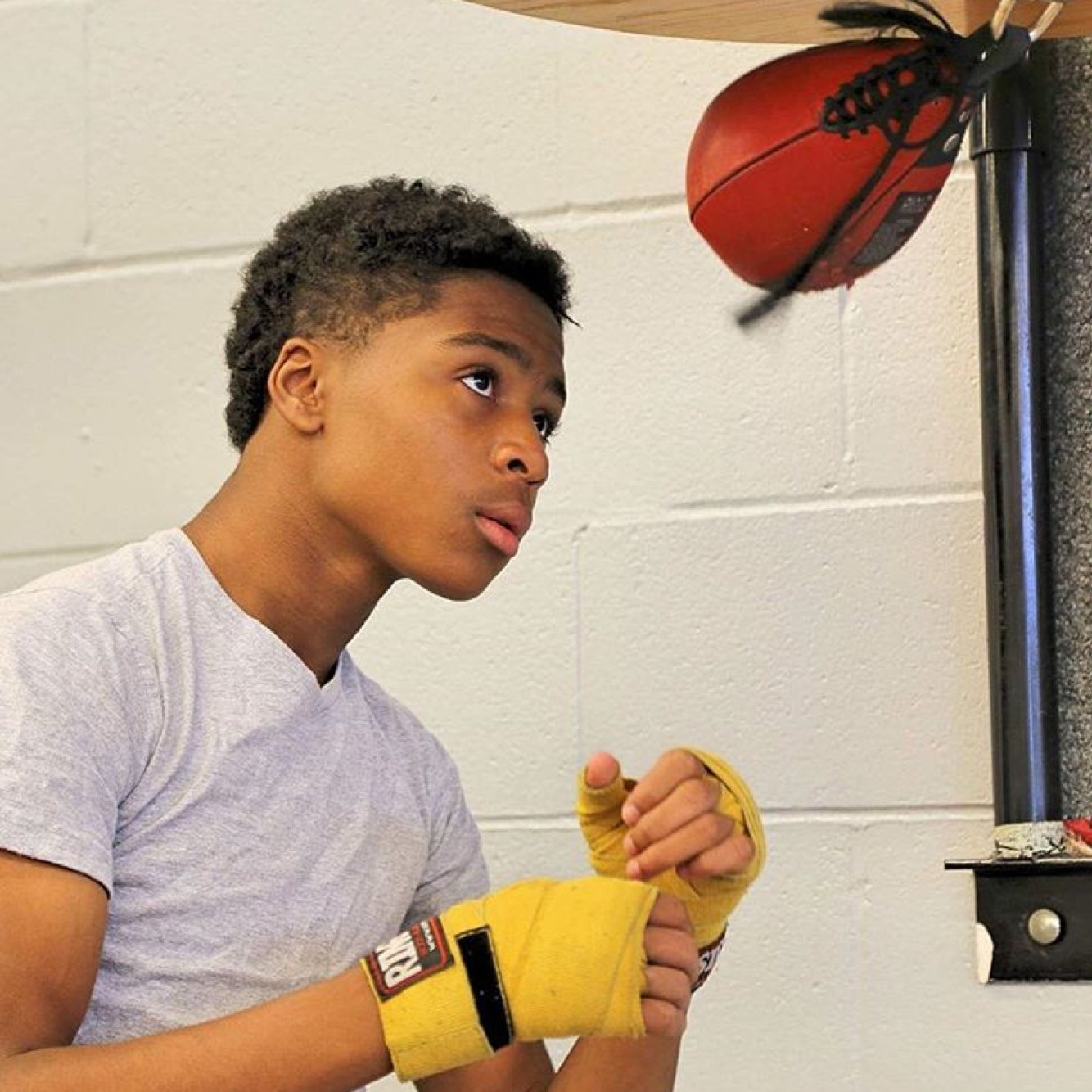
Пневматическая груша

Пневматическая груша — груша с особым механизмом, которая позволяет отработать боксёрам скорость и выброс руки при ударе. Такая груша была в залах всех знаменитых боксёров мира. Груша вешается на специальную платформу. От неимоверной скорости даже профессиональные боксёры не всегда могут попасть по груше.
Fight ball — разновидность пневматической груши.

## Другое применение
Боксерская груша (другое название — ударный мешок) может применяться не только в боксе, но и в различных видах боевых искусств (кикбоксинг, карате, крав мага и др.) для ударов как рукой (и не только кулаком), так и ногой.